# Преньяна-Міланезе
Преньяна-Міланезе (італ. Pregnana Milanese) — муніципалітет в Італії, у регіоні Ломбардія,  метрополійне місто Мілан.
Преньяна-Міланезе розташована на відстані близько 490 км на північний захід від Рима, 15 км на північний захід від Мілана.
Населення — 7129 осіб (2014).

## Демографія
Населення за роками:

Станом на 1 січня 2023 року в муніципалітеті офіційно проживало 485 іноземців з 54 країн, серед них 172 громадяни країн Євросоюзу та 38 громадян України.

## Сусідні муніципалітети
- Бареджо
- Корнаредо
- Польяно-Міланезе
- Ро
- Седріано
- Ванцаго